# Municipio de River (Minnesota)
El municipio de River (en inglés: River Township) es un municipio ubicado en el condado de Red Lake en el estado estadounidense de Minnesota. En el año 2010 tenía una población de 65 habitantes y una densidad poblacional de 2,14 personas por km².

## Geografía
El municipio de River se encuentra ubicado en las coordenadas 47°56′55″N 96°9′36″O / 47.94861, -96.16000. Según la Oficina del Censo de los Estados Unidos, el municipio tiene una superficie total de 30.43 km², de la cual 30,43 km² corresponden a tierra firme y (0 %) 0 km² es agua.

## Demografía
Según el censo de 2010, había 65 personas residiendo en el municipio de River. La densidad de población era de 2,14 hab./km². De los 65 habitantes, el municipio de River estaba compuesto por el 100 % blancos. Del total de la población el 0 % eran hispanos o latinos de cualquier raza.